# アラセリ・セガーラ
アラセリ・セガーラ・ロカ（Araceli Segarra Roca, 1970年3月26日 - ）は、スペイン・カタルーニャ地方のリェイダ県リェイダ出身のファッションモデル、クライマー、登山家。スペイン人の女性として初めてエベレストの登頂に成功した。
1997年の映画『セブン・イヤーズ・イン・チベット』のプロダクション・マネージャを務める。1996年のIMAX映画『エベレスト』 (Everest) に出演した際にエベレストに登頂。2002年に撮影されたナショナルジオグラフィック協会によるドキュメンタリー映像『Women of K2』（主演）はバンクーバー国際映画祭およびセルヴィーノ国際映画祭において最優秀山岳映像賞を受賞し、『エベレスト』に続き、山岳ドキュメンタリーとして世界中で高い評価を得る作品となっている。

## 主な登山履歴
- 1992年 シシャパンマ中央峰登頂
- 1996年 エベレスト登頂
- 2000年 K2 7500mまで
- 2001年 カンチェンジュンガ 8000mまで[1]
- 2002年 K2 7100mまで[2]
- 2003年 ガッシャーブルムI峰（8000mまで）、アマ・ダブラム登頂